# بخش کوراپوت
بخش کوراپوت (به انگلیسی: Koraput district) یک بخش در هند است که در اودیسا واقع شده‌است. بخش کوراپوت ۸٬۳۷۹ کیلومتر مربع مساحت و ۱٬۳۷۶٬۹۳۴ نفر جمعیت دارد.